# 삼화페인트공업
삼화페인트공업 주식회사는 경기도 안산시에 본사를 둔 페인트 제조 기업이다.

## 역사 및 현황
1946년 4월 9일 설립됐으며 경기도 안산시에 본점 및 생산시설을 갖췄고, 1993년 9월 10일 한국거래소 유가증권시장에 상장하였다.

## 논란
- 2022년 환경부와 체결했던 휘발성유기화합물(VOCs) 저감을 위한 자발적 협약을 위반하고 자동차 보수용 페인트에 '유성' 제품을 사용해 논란이 일었다.[3][4]
- 2024년 객관적인 근거 없이 라돈 차단이라고 광고하여 공정거래위원회의 제재를 받았다.[5]